# Heilig-Blut-Kapelle (Hochhausen)

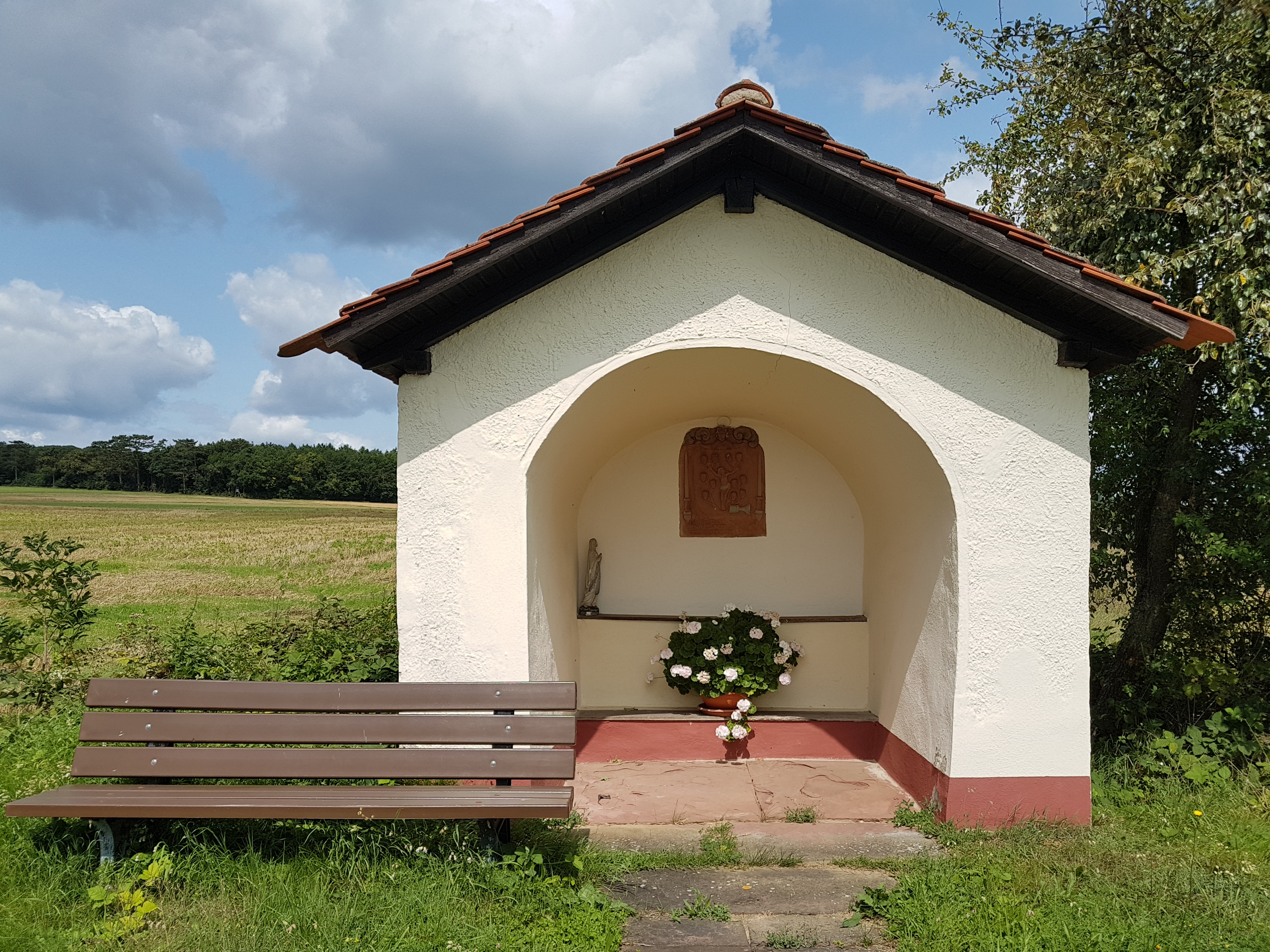
Das Heilig-Blut-Kapelle in Hochhausen (2017)

Die Heilig-Blut-Kapelle (auch Blutwunderkapelle oder Feldkapelle) ist eine römisch-katholische Kapelle in Hochhausen, einem Stadtteil von Tauberbischofsheim im Main-Tauber-Kreis. Die Kapelle wurde im Jahre 1793 errichtet und befindet sich am Eiersheimer Weg, der von Hochhausen in Richtung Eiersheim führt.

## Kapellenbau und Ausstattung
Im Kapelleninneren befindet sich eine zentrale Darstellung des Blutwunders von Walldürn.